# Béla Ordódy
Béla Ordódy, född 13 januari 1880 i Budapest, död 28 februari 1955 i Budapest, var en ungersk ishockeyspelare. Han var med i det ungerska ishockeylandslaget som kom på elfte plats, vilket innebar sista plats, i Olympiska vinterspelen 1928 i Sankt Moritz.